# Pfaffing, Vöcklabruck
Pfaffing là một đô thị thuộc huyện Vöcklabruck thuộc bang Oberösterreich, Áo. Đô thị Pfaffing, Vöcklabruck có diện tích 13 km², dân số thời điểm cuối năm 2005 là 1368 người.